# Monte Mario
Monte Mario je kopec na severozápadním předměstí Říma, vede k němu třída via Trionfale. Jeho vrchol se nachází v nadmořské výšce 139 m a je nejvyšším bodem italské metropole. Nepatří však k Sedmi římským pahorkům, protože leží na pravém břehu Tibery, za hranicemi starověkého města.
Původně se nazýval Monte malo (špatná hora), protože zde byl roku 998 zavražděn Giovanni Crescenzio, to se v 15. století změnilo na Monte Mario pravděpodobně podle rezidence kardinála Maria Melliniho.
V oblasti Monte Mario se nacházejí parky a hřiště i hotely a obydlí zámožnějších vrstev, díky ideálnímu výhledu na město je kopec oblíbeným cílem výletů, na stejnojmenném nádraží zastavují vlaky příměstské dráhy z Říma do Viterba. Na vrcholu se nachází observatoř s astronomickým muzeem, televizní vysílač a meteorologická stanice, dalšími významnými stavbami jsou kostel Chiesa della Madonna del Rosario, poliklinika Gemelli, římská pobočka Loyolské univerzity a renesanční Villa Madama, kterou používá italská vláda k reprezentačním účelům. Oblast na východním svahu o rozloze 238 hektarů byla v roce 1997 vyhlášena přírodní rezervací.
V minulosti byl na kopci také okruh pro motocyklové závody a do roku 1925 pevnost italské armády, na místním hřbitově jsou pochováni příslušníci francouzského expedičního sboru, padlí za druhé světové války. Angelo Secchi umístil na Monte Mario nultý bod italské geodetické sítě, který označuje kamenná věž Torre del Meridiano. Na Monte Mario se odehrává část děje knihy Georga Hermanna Etruské zrcadlo.